# Hendrik van Castrop
Hendrik van Castrop, né en octobre 1738 à Amsterdam et mort le 31 juillet 1806 à La Haye, est un homme politique néerlandais.

## Biographie
Cet avocat d'Amsterdam est banni des Provinces-Unies en septembre 1787 en raison de ses activités pro-patriotes pendant la Révolution batave. Il part en France et rentre aux Pays-Bas avec les armées révolutionnaires du général Pichegru pendant l'hiver 1794-95. 
Il fait partie du groupe de patriotes qui a déclenché la Révolution batave de 1795 à Amsterdam. Dès le 19 janvier, il est de ceux qui contraignent les régents de la ville à quitter leurs places et qui mettent en place la nouvelle municipalité au nom de la République batave. Le 27 janvier 1796, il est élu député de Gorinchem à la première assemblée nationale batave. Modéré, proche de Rutger Jan Schimmelpenninck, il a une forte influence sur l'assemblée, qu'il préside du 20 février au 6 mars 1797. 
Van Castrop n'est pas réélu lors du renouvellement de l'assemblée en août 1797 mais fait son retour à l'assemblée le 6 octobre lorsque Jacob Abraham de Mist est nommé à la commission constitutionnelle. Cela a été possible grâce au soutien de nombreux modérés, ce qui provoqua la colère du fédéraliste Van Beyma. Le 22 janvier 1798, il est arrêté lors du coup d'État unitariste fomenté par Pieter Vreede, dont il est pourtant le beau-frère. Il est emprisonné dans la même pièce que Van Beyma, avec qui les relations avaient été si hostiles au cours des mois précédents, à la Huis ten Bosch. Toutefois, Van Castrop et Van Beyma ont noué au cours de cet emprisonnement une sincère amitié. Van Beyma est libéré en août 1798 tandis que la libération de Van Castrop n'intervient que le 14 septembre.
Le 9 novembre 1799, il est nommé juge à la cour de Hollande, Zélande et Frise occidentale.